# Comté d'Ottawa (Kansas)
Pour les articles homonymes, voir Comté d'Ottawa.
Le comté d’Ottawa est l’un des 105 comtés de l’État du Kansas, aux États-Unis. Il a été fondé le 27 février 1860. Son nom provient de celui des Amérindiens de la région.
Siège et plus grande ville : Minneapolis.

## Géolocalisation
| *Comté de Mitchell | Comté de Cloud                     | Comté de Clay |
| Comté de Lincoln   | Comté d'Ottawa                     |               |
|                    | Comté de Dickinson Comté de Saline |               |